# Mudvayne
Mudvayne (ofta stavat MudVayne) är ett amerikanskt alternativ metal band, bildat 1996. Många menar dock att deras musikstil är Nu metal.
De bildades år 1996 i Peoria, Illinois. Deras karriär började med EP:n Kill, I Oughtta som släpptes 1997. 
Den första riktiga hiten blev singeln "Dig". Det var år 2000. Den här låten fick för första gången pris på MTV Video Music Awards år 2001. Andra framsteget var låten "Determined" som var med i TV-spelet Need For Speed Underground 2. Låten censurerades dock en del, eftersom den innehåller en del svordomar. Sångaren Chad Gray och Greg Tribbett är också medlemmar i bandet Hellyeah.
De gjorde också en låt som hette "Forget to Remember" som blev musiken till Saw 2. Det hjälpte Mudvayne att bli mer populära än innan. Mudvayne brukar åka på turnéer med två andra stora alternative metal band, Korn och Slipknot.

## Medlemmar
Nuvarande/senaste medlemmar
- Chad Gray (f. 16 oktober 1971 i Decatur, Illinois) – sång (1996–2010)
- Greg Tribbett (f. 7 november 1968 i Peoria, Illinois) – gitarr, bakgrundssång (1996–2010)
- Ryan Martinie (f. 6 augusti 1975 i Peoria) – basgitarr (1998–2010)
- Matt McDonough (f. 12 mars 1969 i Peoria) – trummor (1996–2010)

Tidigare medlemmar
- Shawn Barclay – basgitarr (1996–1998)

Bildgalleri

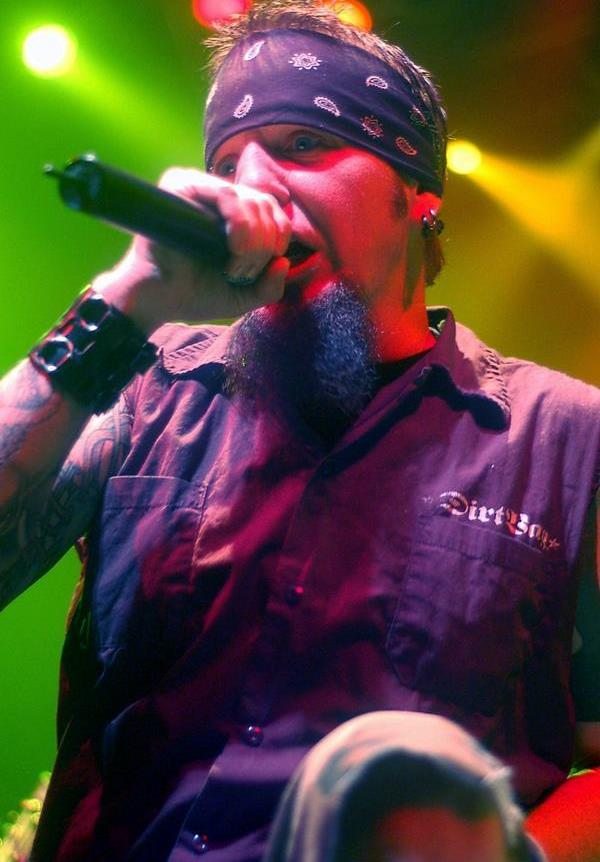
Chad Gray
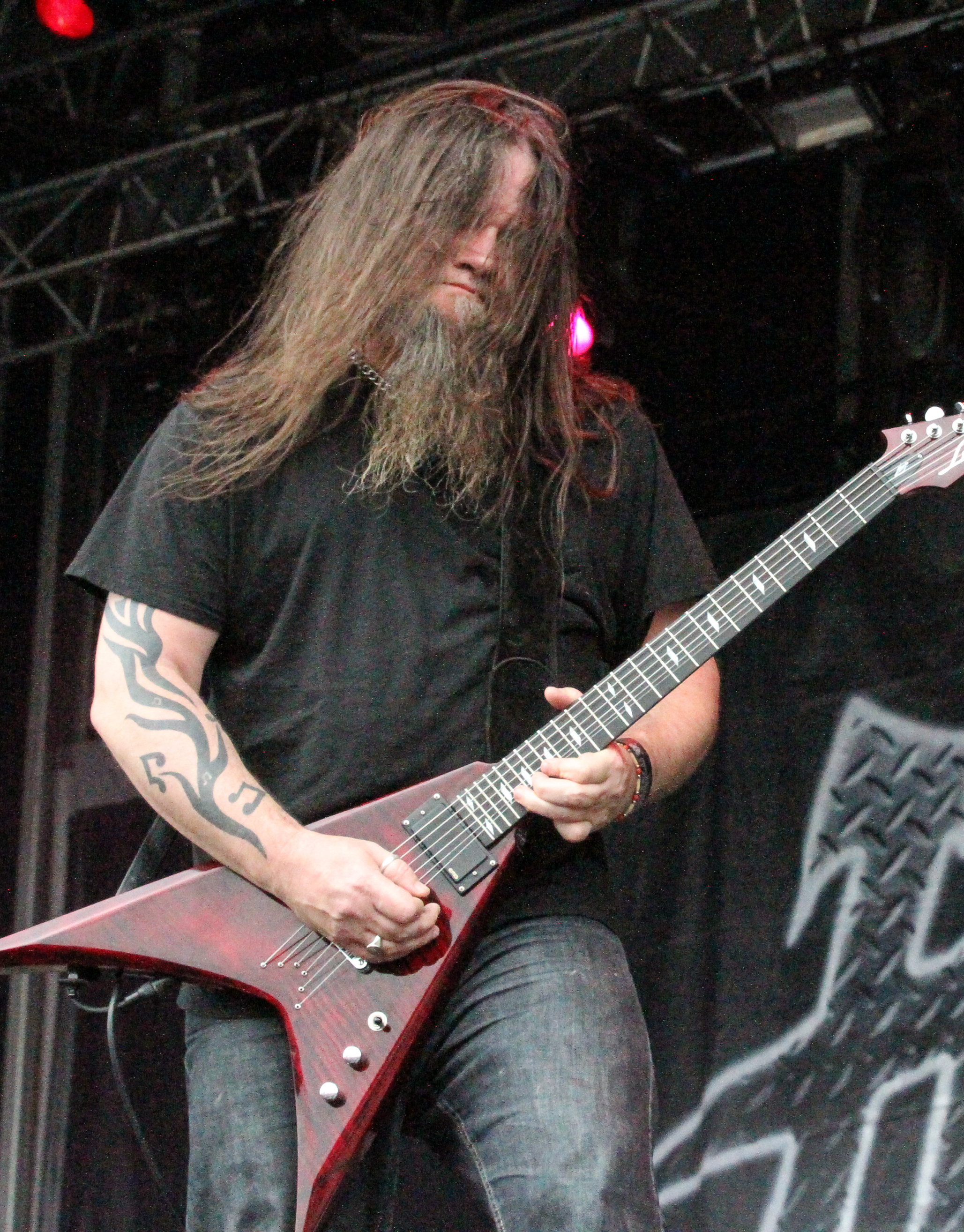
Gregg Tribett
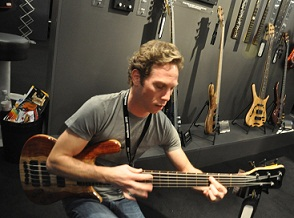
Ryan Martinie

## Diskografi
Studioalbum
- 2000 – L.D. 50
- 2001 – The Beginning of All Things to End
- 2002 – The End of All Things to Come
- 2005 – Lost and Found
- 2008 – The New Game
- 2009 – Mudvayne

EP
- 1997 – Kill, I oughta
- 2003 – Live Bootleg

Samlingsalbum
- 2007 – By The People, For The People

Singlar
- 2000 – "Dig"
- 2000 – "Death Blooms"
- 2002 – "Not Falling"
- 2003 – "World So Cold"
- 2005 – "Determined"
- 2005 – "Happy?"
- 2005 – "Forget to Remember"
- 2006 – "Fall into Sleep"
- 2007 – "Dull Boy"
- 2008 – "Do What You Do"
- 2009 – "Scarlet Letters"
- 2009 – "Scream with Me"